# Edgard Leblanc Fils
Edgard Leblanc Fils (Miragoâne, 18 de agosto de 1955) es un ingeniero civil y político haitiano, miembro y presidente del Consejo Presidencial de Transición de Haití, desde abril de 2024 hasta octubre de 2024. Fue Presidente del Senado, entre 1995 y 2000.

## Biografía
Nació el 18 de agosto de 1955 en Miragoâne, al nororiente del Departamento Nippes, en Haití. Se graduó de Administración de la Universidad Estatal de Haití y luego se convirtió en Ingeniero civil. Más adelante se licenció en economía y gestión del transporte en la Academy of Advanced Traffic de Nueva York (Estados Unidos) y luego en el Instituto de Transporte de Querétaro (México).

### Trayectoria política
Trabajó para el Ministerio de Obras Públicas entre 1979 y 1991. En las elecciones generales de 1995 fue elegido Senador por Nippes y sirvió como Presidente del Senado entre 1995 y 2000. Se presentó como candidato para Presidente Provisional de Haití en las elecciones indirectas de febrero de 2016, perdiendo en segunda vuelta frente a Jocelerme Privert.

#### Consejo Presidencial de Transición
Miembro de la Organización del Pueblo en Lucha, fue designado por la Coalición 30 de enero (Conformada por la OPL, el Partido Haitiano Tèt Kale y la Liga Alternativa para el Progreso y la Emancipación de Haití) como miembro del Consejo Presidencial de Transición (CPT), el ejecutivo colectivo de Haití que asumió el 25 de abril de 2024. El 30 de abril fue elegido Presidente del CPT; si bien es el miembro más importante de este, solo tiene un papel de coordinador y no es el Jefe de Estado (ese título le pertenece al CPT en su conjunto).